# Nrf-5
nrf-5 (Nose Resistant to Fluoextine) er et gen, som koder for et protein, bestående af (551 aminosyrer), med ukendt funktion, i nematoden C. elegans. Det antages at NRF-5 er et lipid-bindende protein, da bestemte domæner i NRF-5 proteinet deler egenskaber/sekvens med en lang række af proteiner, med lipid-bindende karakter.
C.elegans mutanten JT513, også kaldet nrf-5(sa513), som udtrykker en stærkt trunkeret version af NRF-5 genet, har vist sig at leve længere end vildtypen.
| Biokemi | Spire Denne biokemiartikel er en spire som bør udbygges. Du er velkommen til at hjælpe Wikipedia ved at udvide den. |